# Procédure civile
Pour un article plus général, voir Procédure (droit).
La procédure civile (ou droit judiciaire privé) est l'ensemble des règles relatives à l'organisation d'une action en justice devant une juridiction civile. Elle s'entend aussi de toutes les démarches à entreprendre pour saisir une juridiction civile.
La procédure civile est en général régie par un Code de procédure civile.

## Modèles théoriques
Il existe différents principes procéduraux s'opposant :
- Maxime des débats : chaque partie est obligée de prouver les faits qu'elle avance et les parties maîtrisent l'objet du litige ;
- Maxime inquisitoire : les faits et les preuves sont établis par le juge, qui a ainsi une certaine maîtrise sur la définition du litige.

Et aussi :
- Maxime d'office : le juge doit rechercher les preuves et appliquer le droit d'office, sans être lié par les preuves et conclusions des parties ;
- Maxime de disposition : le juge est lié aux conclusions des parties, qui décident de l'ouverture de la procédure et décident de son objet.

### Suisse
Par exemple, le Code de procédure civile suisse prévoit maxime des débats par défaut et maxime inquisitoire dans certains cas (notamment pour protéger des intérêts public ou tiers). Les maximes d'office et de disposition sont aussi les deux réglées.

## Textes
Selon les pays, le droit de procédure civile est habituellement regroupé dans un Code de procédure civile.